# Brevet de technicien supérieur - Aménagement finition
Le brevet de technicien supérieur Aménagement finition ou BTS AF, est un diplôme de l'enseignement supérieur français de niveau Bac+2 orienté vers l'apprentissage de connaissance visant à la réalisation de travaux de second œuvre au sein d'entreprise de construction et de rénovation.
Ce BTS appartient aux BTS du Secteur de la production BTP